# Faseovergang

Faseovergangen tussen een gasvormige, vloeibare, en vaste fase. G staat voor gasvormig, L voor vloeibaar en S voor vast.

Een faseovergang, fasetransitie of fasetransformatie is, in de thermodynamica, de overgang van de ene fase van een stof naar een andere fase. Het stollen van water tot ijs (doorgaans bevriezen genoemd) en het verdampen van water tot waterdamp zijn voorbeelden van faseovergangen.

## Natuurkunde
|           | Naar    | Naar        | Naar       |
| Van       | Vast    | Vloeibaar   | Gasvormig  |
| --------- | ------- | ----------- | ---------- |
| Vast      | ---     | Smelten     | Sublimatie |
| Vloeibaar | Stollen | ---         | Verdamping |
| Gasvormig | Rijpen  | Condensatie | ---        |

Verschillende faseovergangen zijn:
- smelten: van vast naar vloeibaar
- stollen (bevriezen): van vloeibaar naar vast
- verdampen: van vloeibaar naar gasvormig
- condenseren: van gasvormig naar vloeibaar
- sublimeren/vervluchtigen: van vast naar gasvormig
- rijpen/vervasten: van gasvormig naar vast

## Materiaalkunde

Transformaties in het kristalrooster tussen de verschillende allotropen van ijzer bij verschillende temperaturen

In de materiaalkunde wordt 'bij uitbreiding' ook gesproken over faseovergang binnen een vaste stof. In dit geval herschikken de atomen zich en verandert de kristalstructuur, dit gebeurt bijvoorbeeld bij de overgang tussen de verschillende allotropen van ijzer. Dit heeft een groot effect op enkele of vele verschillende materiaaleigenschappen van een gegeven stof. Wanneer faseovergangen plaatsvinden hangt af van de chemische samenstelling, druk en temperatuur. Faseovergangen van een gegeven stof worden zichtbaar gemaakt in een fasediagram, dat verschillende variabelen grafisch tegen elkaar uitzet. Veelgebruikte diagrammen zijn de druk tegen temperatuur, voor bijvoorbeeld water, of de temperatuur tegen de samenstelling van een materiaal.
Bij verdere uitbreiding beschouwt men iedere 'kwalitatieve' en scherp gedefinieerde verandering in een systeem als faseovergang. Bij zo'n faseovergang hoort dan een discontinuïteit in een thermodynamische grootheid of een afgeleide daarvan. Een voorbeeld van zo'n faseovergang is de overgang van ferromagnetisme naar paramagnetisme bij de Curietemperatuur. Bij faseovergangen hoort ook een ordeparameter, een grootheid die nul is aan de ene kant van de overgang en ongelijk aan nul aan de andere kant van de overgang (bijvoorbeeld de mate van spontane magnetisatie bij de zojuist genoemde overgang).

## Classificatie en analyse
Faseovergangen worden geclassificeerd naar de orde van de faseovergang. Dit is de mate van discontinuïteit in de thermodynamische vrije energie die optreedt bij de faseovergang. Bij eerste-orde-faseovergangen is de vrije energie zelf discontinu, en is er sprake van latente warmte (alsmede een sprong in de ordeparameter en meestal hysterese). Bij een tweede-orde-faseovergang is de vrije energie continu.
Voor de overgang van een stof naar een fase met een hogere entropie, bijvoorbeeld smelten of verdamping, is thermische energie in de vorm van warmte nodig, respectievelijk smelt
- en verdampingswarmte. Bij de overgang naar een fase met een lagere entropie komt deze warmte weer vrij, bij respectievelijk stolling en condensatie. Van deze eigenschap wordt traditioneel gebruikgemaakt voor het koelhouden van etenswaren in een 'pot in pot refrigerator' (Engels), of zeer (Arabisch), en voor klimaatkoeling in gebouwen, door het verdampen van water of een andere vloeistof.
De faseovergangen van een onbekende stof of materiaal, kunnen helpen de identiteit van dit materiaal te bepalen. Een aantal thermische analyse-technieken zijn hierop gebaseerd, zoals differentiële thermische analyse (DTA) en differentiële scanning calorimetrie (DSC). 
Daarnaast wordt er nu onderzoek gedaan naar het gebruik van zouten en paraffines als energieopslag-materiaal, ook wel faseovergangsmaterialen (PCM). Deze maken tijdens de faseovergang gebruik van de latente warmte voor opslag van warmte en afgifte van warmte. 